# Saints Row IV
Saints Row IV ist ein Open-World-Actionspiel und der vierte Teil der gleichnamigen Computerspielserie. Es wurde vom US-amerikanischen Unternehmen Deep Silver Volition entwickelt und vom deutschen Publisher Deep Silver am 23. August 2013 für Microsoft Windows, PlayStation 3 und Xbox 360 veröffentlicht. Am 21. Dezember 2015 erfolgte die Veröffentlichung für Linux. Am 27. März 2020 erschien eine Version für Nintendo Switch. 

## Handlung
Das Spiel führt die Handlung des Vorgängers Saints Row: The Third fort. Der Spielercharakter, Kopf der 3rd Street Saints, wurde zwischenzeitlich zum Präsidenten der Vereinigten Staaten gewählt. Als neues Staatsoberhaupt muss er die Nation im Verlauf des Spiels gegen eine Alieninvasion verteidigen. Dabei kann der Spielcharakter frei gewählt und ein großes Sortiment an Waffen aufgebaut werden. Zusätzlich sind Superkräfte verfügbar, mit denen die Spielfigur hoch springen, sprinten und einige Dinge schleudern und schweben lassen kann.

## Spielprinzip
Saints Row IV führt das Spielprinzip der Vorgänger ohne große Veränderung fort. Es handelt sich, ähnlich wie die Reihe Grand Theft Auto, um eine offene Spielwelt, in der der Spieler zahlreiche Aufträge annehmen kann, die zumeist kämpferisch gelöst werden müssen. Das Geschehen wird dabei aus einer Third-Person-Perspektive präsentiert.

## Entwicklung
Einige Konzepte und Inhalte von Saints Row IV waren ursprünglich als alleinstehende Erweiterung Enter the Dominatrix für den Vorgänger Saints Row: The Third konzipiert. Auf Initiative von Jason Rubin, Präsident von Volitions damaligen Mutterkonzern THQ, wurde das Projekt jedoch Mitte 2012 zu einem vollwertigen Nachfolger ausgeweitet. Als THQ aufgrund seiner finanziellen Probleme Insolvenz anmelden musste und zerschlagen wurde, erwarb das deutsche Medienunternehmen Koch Media bei der Versteigerung der Vermögenswerte das Entwicklerstudio mitsamt der Saints-Row-Lizenz. Unter seinem Publishinglabel Deep Silver ließ das Münchner Unternehmen die Arbeiten schließlich zu Ende führen.
Anders als die Vorgängertitel erschien das Spiel in Deutschland ungeschnitten. Allerdings wollte die USK anfänglich ohne umfangreiche Anpassungen keine Freigabe erteilen, wodurch eine Indizierung durch die Bundesprüfstelle für jugendgefährdende Medien möglich gewesen wäre. Nach Einspruch des Publishers Deep Silver und einer erneuten Prüfung erhielt das Spiel schließlich doch eine Altersfreigabe ab 18 Jahren.

## Rezeption
Das Spiel erhielt überwiegend positive Kritiken (Metacritic: 86 % (Win) / 81 (X360) / 76 (PS3)). Bereits in der ersten Verkaufswoche vermeldete Publisher Deep Silver über eine Million verkaufte Exemplare des Spiels. Besonders die Windows-Version fand demnach im Vergleich zum Vorgängertitel dreimal so viel Absatz.

## Erweiterungen
Im Zuge der Penny Arcade Expo wurde die Erweiterung Saints Row: Gat Out of Hell angekündigt. Ebenfalls wurde Saints Row IV: Re-Elected angekündigt, welches eine Neuauflage von Saints Row IV für die damals aktuellen Konsolen sein soll. Beide sind Ende Januar 2015 veröffentlicht worden.